# Euthlastoblatta lita
Euthlastoblatta lita är en kackerlacksart som först beskrevs av Morgan Hebard 1920.
Euthlastoblatta lita ingår i släktet Euthlastoblatta och familjen småkackerlackor. Artens utbredningsområde är Panama. Inga underarter finns listade i Catalogue of Life.